# Yupana
La Yupana (mot quechua qui signifie « outil pour compter »), est un dispositif utilisé par les Incas, probablement comme calculatrice.

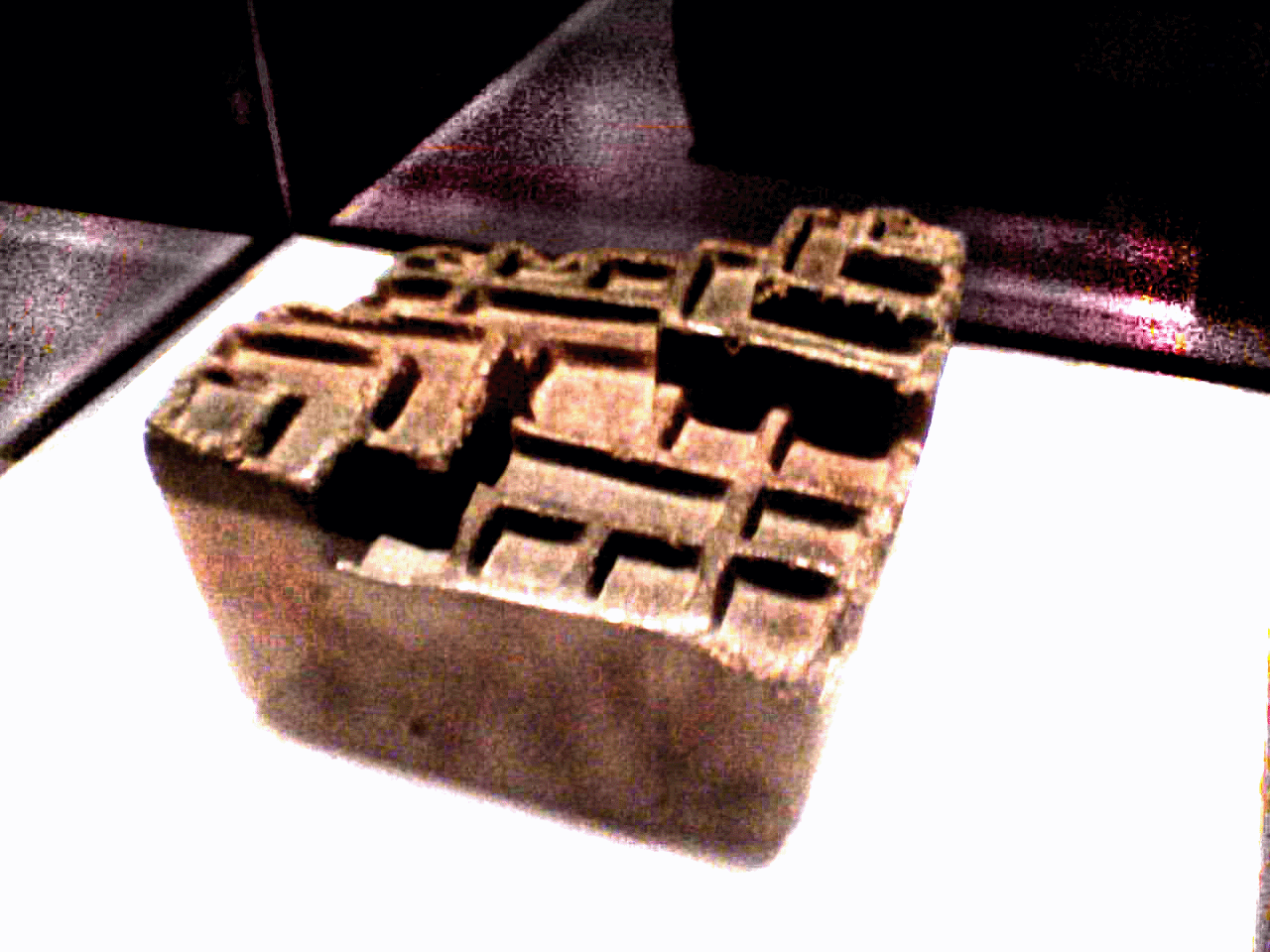
Une yupana à plusieurs niveaux.

Elles pouvaient être de pierre taillée ou de terre, avaient des casiers ou compartiments qui correspondaient aux unités décimales et il était possible de compter ou déterminer des quantités à l'aide de grains de maïs ou de quinoa. Grâce à ce système, on pouvait indiquer les unités, dizaines, centaines etc. Des recherches récentes en relation avec les yupana suggèrent qu'elles étaient capables d'exprimer par le calcul des nombres considérables en s'appuyant sur un système non décimal, mais plutôt en relation avec le nombre 40 ; sommes, restes, multiplications et divisions étaient donc possibles ainsi que l'enregistrement de textes, ce qui emplit d'espoir les chercheurs en quête de la compréhension du fonctionnement des quipu.
Bien que certains investigateurs aient fait des hypothèses selon lesquelles cet instrument pourrait fonctionner comme un abaque,de calcul, d'autres sont plus sceptiques face à cette éventualité. Néanmoins, le rapport du XVIe siècle du prêtre espagnol José de Acosta suggère que les Incas pouvaient avoir eu un dispositif similaire:
«  Les voir utiliser un autre type de calculatrice avec les grains de maïs est un divertissement parfait. Afin de mener à bien un calcul très difficile, pour lequel un calculateur habile aurait eu besoin du papier et de la plume, ces Indiens utilisent leurs grains. Ils en placent un ici, trois d'un autre côté et huit autres je ne sais où. Ils bougent un grain ici ou là et le fait est qu'ils sont capables de terminer leur calcul sans commettre la moindre erreur; en fait, ils sont meilleurs en arithmétique pratique que nous autres avec la plume et l'encre. Permettez-vous de juger si cela n'est pas ingénieux et ci ces personnes sont des animaux sauvages! Ce que je considère comme certain est qu'ils sont meilleurs que nous dans ce en quoi ils s'engagent. »
— José de Acosta, Historia natural y moral de las Indias

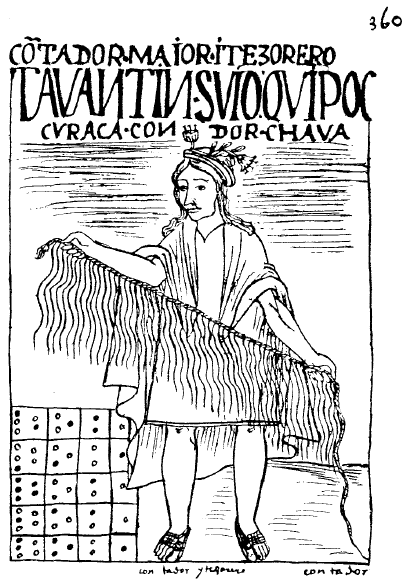
Représentation d'un quipucamayoc (« déchiffreur de quipu »), dans l'ouvrage El primer nueva corónica y buen gobierno de Felipe Guamán Poma de Ayala (vers 1535–1616). Sa yupana apparaît en bas à gauche.

Les chercheurs croient que de telles calculatrices s'appuyaient sur les nombres de Fibonacci pour minimiser la quantité de grains à utiliser par casier.
La yupana dessinée par Guaman Poma révèle des connaissances astronomiques comme les cycles de Mercure et Vénus ; la même yupana permet d'obtenir l'année solaire sidérale inca, dont la précision est impressionnante, et un fantastique calendrier perpétuel, créé autour du chiffre 5. Nous pouvons utiliser la même yupana pour les calculs décimaux, avec des applications fascinantes, même pour les aveugles.